# السوق المركزي الجديد (حارة)

تعديل مصدري - تعديل

السوق المركزي الجديد  إحدى حارات مدينة القاعدة بمحافظة إب، بلغ تعداد سكانها 970 نسمة حسب تعداد اليمن لعام 2004.